# نایجل کالاهان
نایجل کالاهان (انگلیسی: Nigel Callaghan؛ زادهٔ ۱۲ سپتامبر ۱۹۶۲) بازیکن فوتبال اهل بریتانیا است.
از باشگاه‌هایی که در آن بازی کرده‌است می‌توان به باشگاه فوتبال دربی کانتی، باشگاه فوتبال استون ویلا، باشگاه فوتبال هادرزفیلد تاون، باشگاه فوتبال واتفورد، و باشگاه فوتبال استافورد رانجرز اشاره کرد.
وی همچنین در تیم‌های ملی فوتبال زیر ۲۱ سال انگلستان و England B national football team بازی کرده‌است.